# Microgaster biaca
Microgaster biaca är en stekelart som beskrevs av Xu och He 1998. Microgaster biaca ingår i släktet Microgaster och familjen bracksteklar. Inga underarter finns listade i Catalogue of Life.